# Station Cosmosquare
Station Cosmosquare (コスモスクエア駅, Kosumosukuea-eki) is een metrostation in de wijk Suminoe-ku in de Japanse stad Osaka. Het wordt aangedaan door de Chūō-lijn en de Nanko Port Town-lijn. Het station vormt de eindhalte van beide lijnen en ligt ondergronds. Hoewel de stationsnaam in correct Engels 'Cosmo Square' zou moeten zijn, wordt het aan elkaar geschreven.

## Lijnen

### Chūō-lijn(stationsnummer C10)
| 1-2 | ■ Chūō-lijn | richting Hommachi, Morinomiya en Nagata |

### Nanko Port Town-lijn(stationsnummer P09)
| 1-2 | ■ Nanko Port Town-lijn | richting Nakafuto en Suminoekōen |

## Geschiedenis
Het station werd in 1997 geopend, zowel aan de Chūō-lijn als de Nanko Port Town-lijn (toen nog Technoport-lijn geheten).

## Overig openbaar vervoer
Bussen 17, 44 en de Kitako-bus.

## Stationomgeving
- Seaside Cosmo
- Maritiem museum van Osaka
- Morinomiya Universiteit voor Medische Wetenschappen
- Zepp Osaka (concerthal)
- Immigratiecontrolebureau van Osaka

## Trivia
- Het station had een tijdje een aquarium, maar dat is inmiddels verwijderd vanwege de hoge kosten en het geringe aantal in- en uitstappers.

Cosmosquare · Trade Center-mae ·  Nakafutō · Port Town-nishi · Port Town-higashi ·  Ferry Terminal · Nankō-higashi · Nankōguchi · Hirabayashi · Suminoekōen